# Worcester v. Georgia
Der Fall Worcester v. Georgia ist eine Entscheidung des Obersten Gerichtshofs der Vereinigten Staaten aus dem Jahr 1832. Sie zählt zu dessen wichtigsten Entscheidungen, da sich der Gerichtshof hier zum ersten Mal mit dem Rechtsstatus indigener Völker innerhalb der Vereinigten Staaten von Amerika auseinandersetzt.

## Hintergründe
Nach einem Gesetz des Staates Georgia waren alle Weißen, die im Stammesgebiet der Cherokee-Indianer leben wollten, verpflichtet, hierfür eine Erlaubnis zu beantragen. Die Kläger, sieben Missionare, unter ihnen Samuel Austin Worcester und Elizur Butler, weigerten sich einen solchen Antrag zu stellen. Die beiden Genannten waren bekannt für ihre Unterstützung der Indianer im Kampf gegen die Umsiedlung, und die Behörden hatten erkennen lassen, dass ein Antrag der beiden, im Reservat leben zu dürfen, abgelehnt werden würde. Schließlich wurden die Kläger zu vier Jahren Zwangsarbeit verurteilt. Hiergegen legten sie Revision zum Obersten Gerichtshof ein, mit der Begründung, die Gliedstaaten der Vereinigten Staaten hätten keine Kompetenz, in Angelegenheiten der indigenen Völker auf ihrem Territorium einzugreifen. Diese Kompetenz liege allein beim Bund.

## Die Entscheidung
Die von John Marshall verfasste Entscheidung legte klar, dass die Beziehung zwischen den indigenen Völkern und den Vereinigten Staaten eine zweier unterschiedlicher Nationen ist. Marshall begründete dies damit, dass die Regierung der Vereinigten Staaten nach Abschluss des Unabhängigkeitskrieges die Rechte Großbritanniens übernommen habe. Diese Rechte, so Marshall, erschöpften sich jedoch darin, Beziehungen zu den indigenen Völkern zu unterhalten und zwar unter Ausschluss der Einflussnahme jedes anderen Staates. Es bestehe jedoch weder ein Besitzrecht am Land der Ureinwohner noch das Recht, über sie zu herrschen. Marshall räumte ein, dass ein solches Herrschaftsrecht durch Eroberung oder Kauf von Land entstehen könne. Dieses müsse dann jedoch von der Bundesregierung ausgeübt werden.
Da es sich bei den Cherokee um eine abgrenzbare Gruppe von Personen handelte, die ihre Angelegenheiten selbst verwaltete, kam der Gerichtshof zu dem Schluss, dass allein dem Bund die Regelung der Beziehungen zu den Cherokee obliege.

## Reaktionen
Präsident Andrew Jackson wird als Reaktion auf die Entscheidung das Zitat zugeschrieben „John Marshall hat seine Entscheidung getroffen. Soll er sie doch selbst durchsetzen!“ Zu einer solchen Äußerung ist es jedoch nie gekommen. Die Entscheidung wurde für nachfolgende Fälle, an denen indigenen Völker beteiligt waren, zum Präzedenzfall.
Aus Furcht vor einem Machtkampf zwischen Judikative und Exekutive verzichtete der Gerichtshof darauf, die Entscheidung vom United States Marshals Service durchsetzen zu lassen. So wurde Präsident Jackson die Möglichkeit eröffnet, die Entscheidung nicht ausführen zu müssen und so einen politischen Konflikt zu vermeiden.
Trotz ihres Sieges blieben Worcester und Butler noch bis 1833 in Haft. Erst nach Amtsantritt des neuen Gouverneurs Wilson Lumpkin wurden sie unter der Bedingung begnadigt, sich in Zukunft nicht weiter für die Cherokee einzusetzen.

## Weiterführende Literatur
- Joseph C. Burke: The Cherokee Cases: A Study in Law, Politics, and Morality. In: Stanford Law Review. 21. Jahrgang, 1969, S. 500, doi:10.2307/1227621 (englisch).
- Francis Paul Prucha: The Great Father: The United States Government and the American Indians. Band I. University of Nebraska Press, Lincoln 1984, ISBN 0-8032-3668-9 (englisch).
- Jean Edward Smith: John Marshall: Definer Of A Nation. Henry Holt & Company, New York 1996, ISBN 0-8050-1389-X (englisch).